# 少女遊戲
少女遊戲又稱乙女遊戲，可简称为乙游，是以女性为主角（玩家）的恋爱电子游戏的总称，受众目标为女性，是女性向遊戲中的其中一個分類。总体而言，除了主要情节的目标外，游戏的目标之一是发展女性玩家角色和几个男角色中的一位的情感关系。这种类型的游戏主要建立在日本，且大多数以视觉小说和模拟游戏——尤其是恋爱模拟游戏和生活模拟游戏——的形式展现。

## 历史
一般认为，第一个少女向游戏是光榮1994年在日本发行的用于超级任天堂的《安琪莉可》，并由全女性团队制作。该游戏原先的目标人群为十五岁以下的女孩，却意外地在青少女与二十几岁的女人间流行。《安琪莉可》被赞誉为“常规与特定的女性向游戏之间的桥梁——专注于浪漫、易操作和多媒体”。2002年，科樂美发行了《心跳回憶 Girl's Side》并大获成功，为该仍然全新的游戏类型带来许多新粉丝。2006年，《Fami通》的恋爱游戏销售前二十名排行榜上有七个是少女向游戏。早期游戏大幅度借鉴了“恋爱少女漫画”的普遍剧情和绘画，有“典型的少女女主角，在和平稳定的背景下开展纯洁无性的恋爱”。然而随着该类别游戏的扩充，其它叙事风格与游戏元素被引入——包括动作，冒险，格斗与“女主角同时拯救了世界和得到了爱情”的情节。
中国早期的少女游戏作品有溯太科技发行的《月狐传奇》和《纸莎草书》。

## 风格
该游戏种类有许多与少女漫画和女性漫画风格相同的元素
出于索尼、任天堂等游戏机制造商的审核限制，在各种游戏机平台上的少女游戏不包含色情内容，但在PC平台上有大量包含色情内容的18＋游戏发行。一些包含色情内容的游戏原先在PC平台发行，经过删改后又发行在了PlayStation等游戏机。
其他重要的少女游戏元素包括声优、CG、后日谈等。
后期女性向（女性向けゲーム）作品出现了BL游戏的分类。 
而在设定上，少女游戏（乙女ゲーム）最重要的是以女角色为主视角，这点跟主角和恋爱对象都是男性作品，被归类为BL（ボーイズラブゲーム）游戏有着明显的不同。

## 玩法
传统而言，该类游戏的目标是与玩家想要的伴侣恋爱和发展关系，但对“good end”的需求因游戏而异——并且部分游戏的“bad end”也极具特色。虽然少女游戏的情节一般大有不同，但经常而言是有单独的一个女主角和几个不同“种类”的英俊男性。
有时即使有一些拥有可以推进的剧情线路的角色，玩法也并不总是特别的关注于恋爱情节。
在这个类型的视觉系小说中，玩家通过选择那些以决策树形式影响他们（指角色与玩家）之间的关系的在对白或者动作的选项来推进故事。在模拟类型的少女游戏中，也存在其他的影响情节的游戏玩法，或者是玩小游戏，或者是提升属性。主要角色通常具有若干个属性，如相貌，作风（做事方法），才智，特长等。潜在的伴侣（通常指玩家）则通常需要达到一种或多种特定的属性的某种程度才能与主要角色坠入爱河。在这一类模拟游戏还有一种纯约会类的游戏玩法。包括邀请攻略对象或被攻略对象邀请约会，与他们进行活动，并且回答他们的问题或是话语。玩家能够在几个回答中选择，而一个‘正确’的回复能够提升他们与该玩家的好感度。
在少女游戏中，‘语音’ (フルボイス furu boisu)，即在整部游戏中的人声演出，已经成为了一种常见的特征。而攻略对象通常由知名声优出演。在特定的游戏节点，或者当玩家提出特定要求时，特别的场景会出现，通常伴有CG（computer graphic）作为奖励（福利）。这张CG是一张攻略对象的特写，并且有时主要角色会摆出特定的造型，并伴有一些对白。